# Бондаренко Микола Миколайович (військовик)
Мико́ла Микола́йович Бондаре́нко (23 серпня 1998, Кривий Ріг — 27 квітня 2022, Верхньоторецьке) — український військовослужбовець, старший солдат, командир міномета. Брав участь у боях в часи російського вторгнення в Україну 2022 року.

## Біографія
Микола Бондаренко народився 23 серпня 1998 року у місті Кривий Ріг. У 2013 році закінчив школу-ліцей № 35 «Імпульс» КМР та вступив на бюджет до Гірничого фахового коледжу, де у 2017 році здобув кваліфікацію молодшого спеціаліста за спеціальністю «Відкрита розробка корисних копалин, гірничий технік-технолог». У вересні 2017 року почав працювати на шахті «Артем-1» підприємства «АрселорМіттал Кривий Ріг». Навчався на заочній формі Криворізького національного університету на факультеті Інформаційних технологій. Брав участь у змаганнях із самбо від військової частини. У 2021 році, після закінчення контракту, повернувся працювати на шахту.

### Військова служба
У травні 2018 року пішов до військкомату та був призначений на строкову службу до військової частини 3021 Національної Гвардії України міста Дніпра. Потім підписав контракт з частиною на 3 роки. На війну був мобілізований 25 лютого 2022 року та воював на Донецькому напрямку у складі 25 бригади, 2 батальйону самохідної оборони ДШВ військової частини А1126. Позивний — «Француз».

### Загибель
27 квітня 2022 року загинув у бою, який тривав понад 3 години, від осколкового поранення в голову. Він був вірний військовій присязі, Батьківщині та Українському народу, завжди проявляв стійкість та мужність.

### Сім'я
Батьки — Бондаренко Микола Петрович та Валентина Олександрівна. Старший брат — Кравченко Олександр Олександрович.

## Вшанування пам'яті
- Похований у рідному місті Кривий Ріг на Алеї Слави Центрального кладовища та нагороджений нагрудним знаком «За заслуги перед містом».
- 02.08.2022 року на громадських слуханнях щодо перейменування вулиці Кисловодська на Миколу Бондаренка громада проголосувала ЗА. Під протокол було ухвалено рішення перейменувати вулицю на честь захисника, який віддав своє молоде життя за Україну. Це сприятиме патріотичному вихованню, виявом подяки та шани навіки.[2]
- За особисту мужність і героїзм, виявлені у захисті державного суверенітету та територіальної цілісності України, вірність військовій присязі під час російсько-української війни, 24 жовтня 2023 року відзначений Президентом України орденом «За мужність» ІІІ ступеня[3].